# Ема Юнг
Ема Юнг (на немски: Emma Jung); по баща Ема Раушенбах (на немски: Emma Rauschenbach), е швейцарско-немски психолог, съпруга на Карл Юнг, известният психиатър и основател на аналитичната психология.

## Биография
Родена е на 30 март 1882 в Шафхаузен, Германия. Произлиза от стара швейцарско-немска фамилия на богати индустриалци. Това богатство по-късно дава на Карл Юнг финансовата свобода да се посвети на собствената си работа и интереси. Двамата се срещат, когато тя е на 16 години (някои източници казват 15), а той на 21. Оженват се на 14 февруари 1903 (денят на Свети Валентин), седем години след като се срещат за първи път. Заедно имат пет деца: Агате, Грет, Франц, Мариане и Хелене.
Ема Юнг е силно заинтересована от работата на съпруга си и става на свой ред виден психоаналитик. Нейният интерес е насочен по-специално към легендата за светия Граал. Тя е психоаналитик още преди да се оженят, макар че нейната „независимост“ в полето от него е силно ограничена. Също така води и редовна кореспонденция със Зигмунд Фройд.
Някъде около раждането на нейното пето и последно дете през 1914 г. Карл Юнг започва връзка със своя млада пациентка, Тони Волф, която трае десетилетия. Десидре Бейър, в нейната биография за Юнг, описва Ема Юнг като държаща се достойно, когато нейния съпруг настоява Тони Волф да стане част от семейството, казвайки че Волф е „неговата друга жена“. Волф се опитва да накара Юнг да се разведе, но не успява. Колежката им Сабина Шпиелрейн има от рано съмнения, че тя е любовница на Карл Юнг и пази дневник като доказателство за връзката. Истината за нейните съмнения е неизвестна.
Умира на 27 ноември 1955 година в Цюрих на 73-годишна възраст.

## По-нататъшно четене
- Emma Jung. Animus and Anima. Continuum International Publishing Group. Reprint edition, 1985. ISBN 0-88214-301-8.
- Bair, Deirdre Jung: A Biography